# Il ragazzo della via Gluck/Chi era lui
Il ragazzo della via Gluck/Chi era lui è un singolo di Adriano Celentano pubblicato in Italia nel 1966.

## Tracce
Lato A
1. Il ragazzo della via Gluck – 4:17 (testo: Luciano Beretta, Miki Del Prete – musica: Adriano Celentano) – Alla Siae la canzone però risulta firmata per la musica anche da Detto Mariano

Lato B
1. Chi era lui – 2:49 (testo: Mogol, Miki Del Prete – musica: Paolo Conte)

## Il disco
La copertina raffigura Celentano a passeggio con un suo amico, entrambi di schiena; lo stesso scatto verrà usato per la copertina dell'album Il ragazzo della via Gluck, pubblicato a novembre.
Gli arrangiamenti sono curati da Detto Mariano.
Entrambi i brani sono stati inseriti dapprima nella raccolta La Festa, destinata esclusivamente ai lettori della rivista di fotoromanzi Bolero Film, e poi nell'album Il ragazzo della via Gluck.

## I brani

### Il ragazzo della via Gluck
Diventata negli anni una delle canzoni più celebri di Celentano, è fortemente autobiografica: la via Gluck del quartiere Greco di Milano era una via periferica adiacente alla linea ferroviaria dove il cantante viveva da ragazzo con la famiglia, che nel dopoguerra conobbe un rapido processo di urbanizzazione.

### Chi era lui
Una delle prime canzoni scritte da Paolo Conte e pubblicate su disco. Il testo, di Mogol e Miki Del Prete, è una riflessione sulla figura di Gesù (...dopo 2000 anni voi / non sapete ancora chi era Lui...).
Questo brano si può collocare nel filone della Messa beat, nato nel 1965.